# 東祖谷菅生
東祖谷菅生（ひがしいやすげおい）は、徳島県三好市の町名。2021年11月30日現在の人口は133人、世帯数は81世帯。郵便番号は〒778-0201。

## 地理

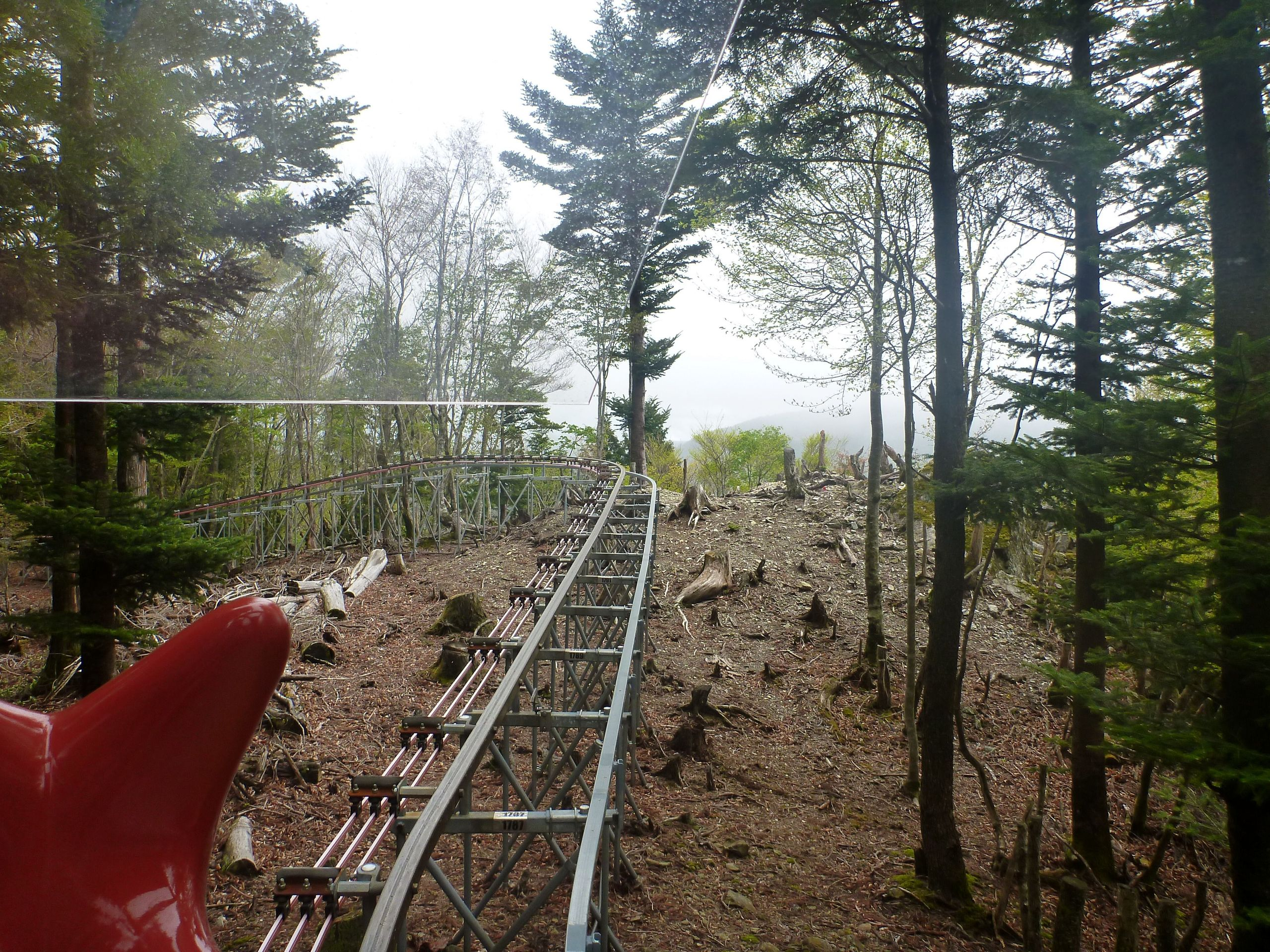
奥祖谷観光周遊モノレール

三好市の南東部に位置。西は東祖谷落合・東祖谷久保、北から東はつるぎ町、南は那賀町・高知県香美市とそれぞれ接する。地域の南東端には剣山が聳え、塔丸・丸石・三嶺などの山々が連なる。
祖谷川と並行して国道439号が通っており、流域には名頃ダムが設置されているほか、観光地として知られる奥祖谷二重かずら橋がある。

### 山岳
- 剣山
- 塔丸
- 丸石
- 三嶺

### 河川
- 祖谷川
- 赤滝川
- 白井谷川
- 菅生谷川

### 小字
- 菅生奥
- 菅生蔭
- 菅生日浦下
- 菅生日浦中
- 名頃
- 見ノ越

## 歴史
- 2006年（平成18年）3月1日 - 三好郡東祖谷山村が三野町・池田町・山城町・井川町・西祖谷山村と合併して三好市が発足し、現在の町名となる。

## 施設

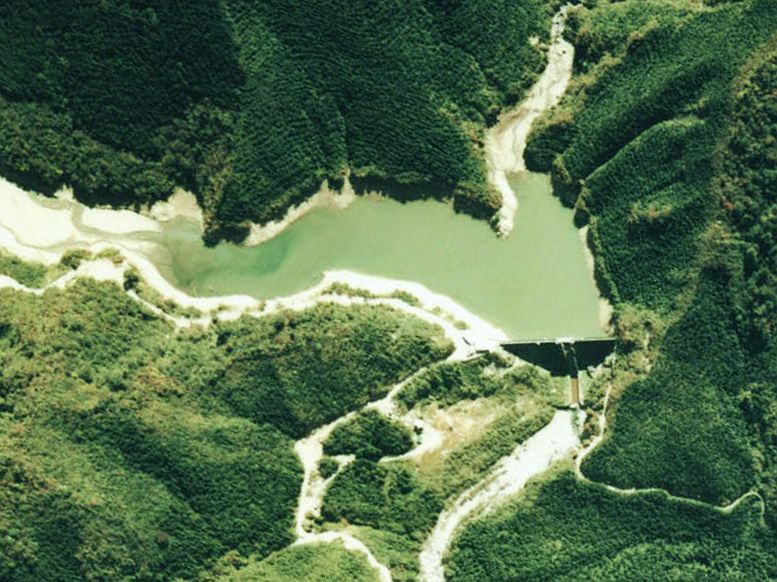
名頃ダム

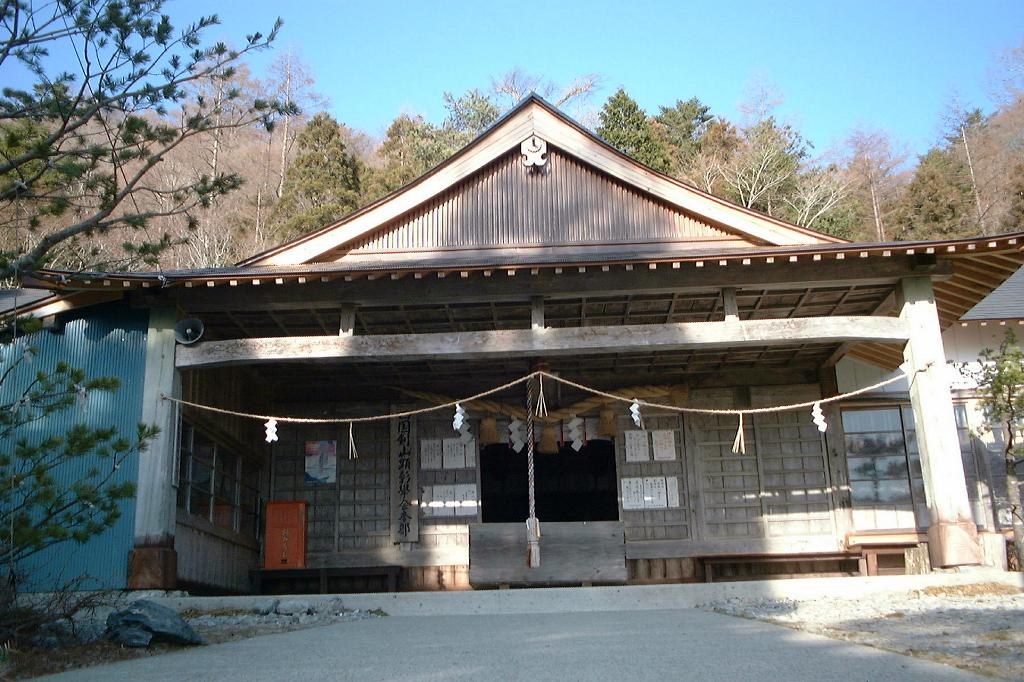
劔神社

- 奥祖谷二重かずら橋 - 四国八十八景・四国のみずべ八十八カ所選定。
- 奥祖谷観光周遊モノレール
- 名頃ダム
- 劔神社
- 円福寺
- 天空の村・かかしの里
- 見ノ越
- 小島峠

### かつて存在した施設
- 三好市立名頃小学校
- 三好市立菅生小学校

## 交通

### 鉄道
- 最寄駅はJR土讃線の大歩危駅及び土佐岩原駅。

### 道路
国道
- 国道439号（菅生バイパス）

都道府県道
- 徳島県道261号菅生伊良原線